# Олівер Лооде
Олівер Лооде (нар. 19 березня 1974, Таллінн) — естонський підприємець, правозахисник і активіст фіно-угорського руху. Він був членом Постійного форуму ООН з питань корінних народів (UNPFII) у 2014—2016 роках. Із 2023 є спікером Форуму Вільних Народів Постросії.

## Освіта
Олівер Лооде закінчив Талліннську Середню школу N7.
У 1997 році закінчив Вортонсьску школу бізнесу Пенсільванського університету зі ступенем бакалавра наук з економіки з відзнакою ((Magna Cum Laude) .

## Кар'єра
У 2013—2015 роках він був менеджером з маркетингу Rukki Maja в Лооде Сангасте .

## Громадсько-політична активність
У 2011—2013 роках Олівер був представником Північно-Західної Естонії в Асоціації молоді фінсько-угорських народів (MAFUN). У цей період він був одним із ініціаторів руху фінно-угорських столиць культури . З 2013 по 2015 рік був членом правління Фіно-Угорського інституту . У 2014—2016 роках Олівер Лооде був членом-експертом Постійного форуму ООН з питань корінних народів (UNPFII) (призначений Міністерством закордонних справ Естонії). У квітні 2015 року Лооде був призначений віце-головою 14-ї сесії Постійного форуму ООН з питань корінних народів .
У 2018 році Лооде отримав 55-річну заборону на в'їзд до Росії, ймовірно, через його громадьско-політичну активність у Криму, зокрема через започаткування міжнародного громадського руху під назвою #LiberateCrimea .
У 2019 році. на виборах до Рійгікогу він балотувався за списком партії Elurikkus у повітах Виру, Валга та Пилва, набрав 43 голоси і не був обраний.
Із 2023 є спікером Форуму Вільних Народів Постросії.

## Статті
- Кафкіанська зовнішня політика Росії, або в чому винні молоді фіно-угри?, УРАЛІСТИКА, 6. Жовтень 2014 року
- Від фіно-угорських культурних столиць до дипломатії села Сето, Sirp, 19. Грудень 2014 року
- Вбивство неурядової організації корінного населення, м'яко — історія з путінської Росії, URALISTICA, 28. Вересень 2015 року
- Вікно в Європу для кримських татар, Minority Rights Group International, 11. Лютий 2016 року
- «Все языки велики» — посыл Разина миру, Idel. Реалії, 15. Жовтень 2019
- Рідні мови є і в Естонії, Сирп, 21. Лютий 2020 року